# 珠海公交21路线
珠海公交21路线，是中国广东省珠海市内一条公共汽车路线，往来吉大总站及跨境工业区。

## 简介
- 珠海公交21路线由珠海公交巴士有限公司（原珠海市公共汽车公司）拱北分公司营运。
- 该线路走向为吉大总站-夏湾-跨境工业区

## 使用車輛
全线拥有10台车，车型为：
- 广通GTQ6126BEVBT3
- 广客GTZ6119BEVB2
- 广通GTQ6858BEVBT2
- 广通GTQ6105BEVB2

## 服务时间
| 服務時間   | 服務時間   | 每日        | 每日 |
| ---------- | ---------- | ----------- | ---- |
| 吉大总站   | 吉大总站   | 06:25-22:05 |      |
| 跨境工业区 | 跨境工业区 | 06:15-21:20 |      |
| 班距       | 班距       | 大约10分钟  |      |
| 总班次     | 总班次     | 92班        |      |

## 线路停靠
| 21   | 吉大总站 ↔ 跨境工业区 | 吉大总站 ↔ 跨境工业区  |
| 编號 | 往程                  | 返程                   |
| 1    | 吉大总站              | 跨境工业区             |
| 2    | 免税商场              | 中心路中               |
| 3    | 中医院                | 跨境工业区北           |
| 4    | 景乐南                | 前河东路南             |
| 5    | 交行大厦              | 夏湾路口               |
| 6    | 中电大厦              | 权晖花园               |
| 7    | 白莲洞公园            | 港二路                 |
| 8    | 竹苑                  | 港一路                 |
| 9    | 摩尔广场              | 白石南（银石雅园南）   |
| 10   | 桂花中                | 供水总公司             |
| 11   | 合罗山                | 合罗山                 |
| 12   | 供水总公司            | 桂花中                 |
| 13   | 婆石                  | 桂花北（国维中央广场） |
| 14   | 海荣新村              | 竹苑                   |
| 15   | 港昌中                | 白莲洞公园             |
| 16   | 拱北工商分局          | 伙工殿大厦             |
| 17   | 夏湾                  | 建业一路               |
| 18   | 前河东路南            | 中电大厦               |
| 19   | 跨境工业区北          | 园林西                 |
| 20   | 中心路中              | 信海大厦               |
| 21   | 跨境二路              | 海滨南                 |
| 22   | 跨境工业区            | 吉大总站               |

## 历史

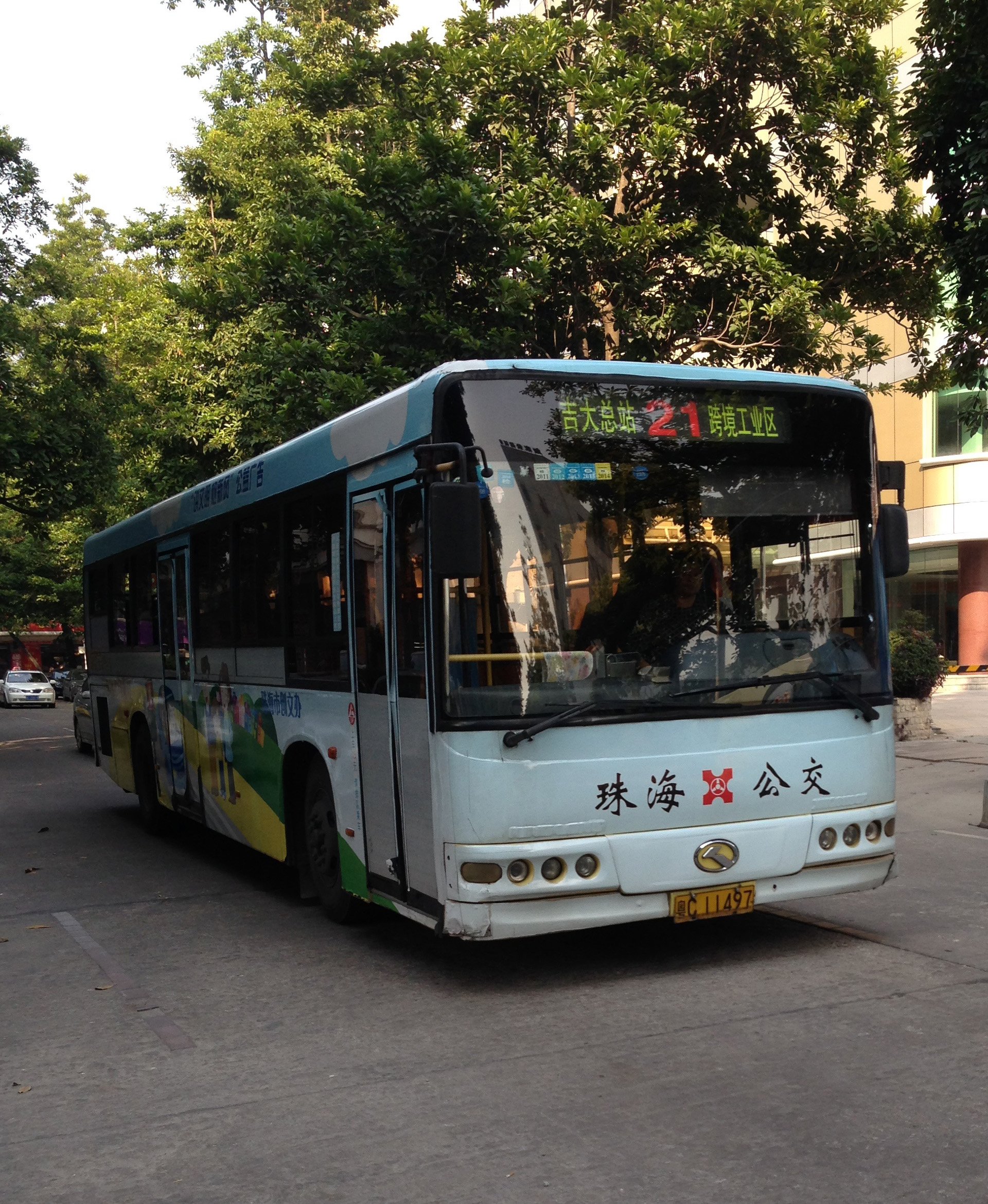
21路XMQ6113GF型非空调巴士（摄于2013年）

- 21路线于1999年9月由珠海市公共汽车公司开通，線路走向爲“吉大总站—夏湾”，主要途径中医院、莲花山、桂花中、海荣新村、夏湾市场等地，返程同途。该路线采用广州牌GZK6100AD型公共汽车运行，空调车票价2元每人次，非空调车票价1元每人次。[2]“普通车”班次与“空调车”班次呈梅花间竹式交替运行。
- 2005年，珠海公汽上调票价，本路线普通车票价调整为1.5元/人，空调车票价调整为2.5元/人，同时启动普通卡、学生卡乘车优惠。
- 2006年，珠海公汽对21路线进行裁弯取直调整，取消夏湾市场、夏湾新村、粤华西、侨光小学4个站点。
- 2008年，因吉大景乐路中医院路段、吉大路免税商场路段单行原因，本线路由“夏湾”发车后按原行驶路线行至园林路景乐路口后改左转为直行走园林路、海滨南路后回到“吉大总站”。调整后增加“信海大厦”南侧站和“海滨南”东侧站，取消经停“中医院”东侧站和“免税商场”南侧站。回程不变。
- 2010年，21路线运营的车辆广州牌GZK6100AD型公共汽车更换为厦门金龙XMQ6113GF型、郑州宇通ZK6108HGB型（后于2012年撤出，更换为厦门金龙XMQ6105G4型）巴士参与运营。
- 2011年6月28日，珠海公交对旗下所有巴士线路票价进行调整，该线路空调车票价调整为2元/人，普通车票价维持不变。
- 2012年11月，因港昌路修缮后的交通组织发生变化，21路线往“吉大总站”方向取消“拱北工商分局”、“港昌中”站，在“夏湾”与“港一路”之间增停“港二路”站。
- 2013年8月，本路线往“吉大总站”方向在“夏湾”与“港二路”之间增停“权晖花园”站。
- 2013年9月，为进一步方便珠澳跨境工业区内企业员工的公交出行，完善公共交通网络，本路线首末站由“夏湾”延伸至“跨境工业区”[3]，同时增加两台厦门金龙XMQ6105G4型非空调巴士运营。
- 2014年3月14日，本路线全线配车更换为珠海广通GTQ6108N5GJ5型LNG空调巴士，同时取消该线路原有的全数“普通车”班次。